# Pacorus I
Pacorus I var kung av Partherriket 39–38 f.Kr.. Han tillhörde arsakidernas dynasti. 